# Танып (село)
Танып — село в Бардымском районе Пермского края на реке Ермия. Входит в состав Сарашевского сельского поселения.

## История
Приблизительно 300 лет назад, на современное место деревни, из под Казани, спасаясь от крещения, пересились татары-тептяри. Старшим среди них был дед Биккул Кушкилдин, который получил документ на право владения этими  землями в замен на шкуры ценных зверей. Территория владения начиналась от истоков реки Ермия до ее впадения в реку Тол и землями, расположенными по нижнему левобережью реки Тол до реки Барда, вдоль которой также поселились тептяри, называемые бадробашскими. В более позднее время в деревне оседали татары-торговцы и портные.
Распространенными родами(семьями) в деревне были Чурагуловы, Чуракаевых, Туйгильдины, Гумаровы, Якуповы, Яткуловы, Махачевы, Нурмухаметовы. Часто родственники старались расселяться на одной улице, называемые «типтәр җыен», «мәчет җыен», «тавык җыен».
Башкиры, переселившиеся из деревни Елпачиха, основали свою улицу «башкорт җыен» на правом берегу реки Тол.
По некоторым данным в деревню также могли переселится удмурты, основавшие улицу «ар жыен» и на ней расселен самый многочисленный род Батыркаевых. Были роды и марийского происхождения, таковы: Уразтемировы, Габжалиловы, Алешины. Они жили на отдельной улице «чирмеш җыен».

## Географическое положение
Находится примерно в 23 км к юго-востоку от центра села Барда.

## Этимология
Наименование села происходит от названия башкирского племени танып.

## Население
По результатам переписи 2010 года численность населения составила 560 человек, в том числе 258 мужчин и 302 женщины.
В 2005 году численность населения составляла 688 человек.

## Известные уроженцы
- Юлушев Ирек Галеевич — агроном, доктор сельскохозяйственных наук (1989), профессор (1990), почётный работник высшего профессионального образования Российской Федерации (2009).